# اغشت
آغشت، روستایی از توابع بخش چندار شهرستان ساوجبلاغ در استان البرز ایران است.
این روستا در دهستان برغان قرار دارد و براساس سرشماری مرکز آمار ایران در سال ۱۳۹۵، جمعیت آن ۷۷۰ نفر (۲۷۵ خانوار) بوده است.

## دیدنی‌ها
یکی از مکان‌های دیدنی روستا که این روستا را معروف کرده است قلعه آغشت است. این قلعه قدمت کمی دارد.
آبشار شرشر بند واقع در شمال روستای آغشت با ارتفاع ۳۵ متر و شیب ۹۰ درصدی در دورهٔ زمین‌شناسی ائوسن شکل گرفته و از جاذبه‌های طبیعی برجستهٔ منطقه به‌شمار می‌رود.
رودخانه آغشت (آغشت) دو شاخه دارد. این دوشاخه شاخه به نامه‌های برغان رود و گلین رود (کلی رود) و شاخه اصلی از کوه مردنوراز (۲۸۷۷ متر) و کوه عالم‌زمین و و برای رودخانه گلین رود از کوه‌های کلین رود می‌آید اصلی و اصلی‌ترین چشمه آن از روستای سیرود که در شمال روستا می‌باشد سرچشمه می‌گیرد.